# Óxido básico
Óxidos básicos são óxidos que apresentam propriedades básicas em oposição aos óxidos ácidos e
- que reagem com a água para formar uma base; ou
- reagem com um ácido para formar um sal e água, que são chamadas de reações de neutralização.

## Etimologia
"Óxidos básicos" é uma palavra composta de "Básico" e "óxidos". A palavra óxidos refere-se aos compostos químicos que um ou mais átomos de oxigênio combinam com outro elemento, como H2O ou CO2. Com base em suas características ácido-base, os óxidos podem ser classificados em quatro categorias: óxidos ácidos, óxidos básicos e óxidos anfotéricos e óxidos neutros.
Os óxidos básicos, também chamados de anidridos básicos, que significa "uma base sem água", são geralmente formados pela reação do oxigênio com metais, especialmente alcalinos (estado de oxidação +1) e metais alcalinoterrosos (estado de oxidação +2). Ambos são óxidos iônicos e podem se dissolver em água para formar soluções básicas do hidróxido de metal, enquanto os não-metais geralmente formam óxidos ácidos. O óxido básico Li2O torna-se LiOH básico e BaO torna-se Ba(OH)2 após reagir com água. Em geral, a basicidade de seus óxidos aumenta quando os elementos ficam localizados na parte inferior esquerda de uma tabela periódica (grupos 1 e 2), à medida que o elemento se torna mais metálico.
Metais alcalinos (Grupo 1)
X2O + H2O → 2XOH   (X significa grupo 1)
Metais alcalinos terrosos ( Grupo 2)
XO + H2O → X(OH)2   (X significa grupo 2)
Exemplos incluem:
- Óxido de sódio, que reage com a água para produzir hidróxido de sódio
- Óxido de magnésio, que reage com ácido clorídrico para formar cloreto de magnésio
- Óxido de cobre (II), que reage com ácido nítrico para formar nitrato de cobre

## Formação
Exemplos de óxidos (os elementos do Grupo 1 reagem com o oxigênio):
- O lítio reage com o oxigênio para dar óxido. Li2O

4 Li(s) + O2(g) → 2 Li2O(s)
- O sódio reage com o oxigênio para dar peróxido. Na2O2

2 Na(s) + O2(g) → Na2O2(s)
- O potássio reage com o oxigênio para formar superóxido. KO2

K(s) + O2(g) → KO2(s)

## Propriedades
As moléculas que contêm o grupo de H-O-X podem se comportar normalmente como ácidos, mas quando o íon hidróxido é produzido, elas podem se comportar como bases. A ligação O-X permanecerá intacta e se tornará polar e a ligação O-H fraca tenderá a se quebrar, liberando um próton quando o agrupamento H-O-X for dissolvido em água. A ligação O-X se tornará iônica e se quebrará na água polar se X tiver eletronegatividade muito baixa. Por exemplo, quando o NaOH e o KOH, que são substâncias iônicas, se dissolvem na água, eles produzirão soluções básicas do cátion metálico e do íon hidróxido.Steven S. Esses princípios podem explicar o comportamento da base quando são dissolvidos em água, reconhecendo que o íon óxido tem uma alta afinidade com os prótons. A maioria dos óxidos básicos é de natureza iônica baseada na diferença de eletronegatividade do oxigênio e dos metais. A dissolução do óxido básico na água pode aumentar o pH (basicidade) da água porque os óxidos básicos liberam íons hidróxido (OH−) para a água.

## Exemplos
- Todos os óxidos nos elementos do Grupo 1 e 2 são básicos (exceto BeO), eles reagem com a água para formar uma base:[4]
  - Óxido de lítio reage com a água para produzir hidróxido de lítio: Li2O(s) + H2O(l) → 2 Li+(aq) + 2 OH−(aq)
  - Óxido de sódio reage com a água para produzir hidróxido de sódio: Na2O(s) + H2O(l) → 2 NaOH(aq)
  - Óxido de potássio reage com a água para produzir hidróxido de potássio: K2O(s) + H2O(l) → 2 KOH(aq)
  - Óxido de rubídio reage com água para produzir hidróxido de rubídio: Rb2O(s) + H2O(l) → 2 RbOH(aq)
  - óxido de césio reage com água para produzir hidróxido de césio: Cs2O(s) + H2O(l) → 2 CsOH(aq)
  - Óxido de francium reage com a água para produzir hidróxido de francium: Fr2O(s) + H2O(l) → 2 FrOH(aq)
  - Óxido de magnésio reage com a água para produzir hidróxido de magnésio: MgO(s) + H2O(l) → Mg(OH)2(aq)
  - Óxido de cálcio reage com água para produzir hidróxido de cálcio CaO(s) + H2O(l) → Ca(OH)2(aq)
  - Óxido de estrôncio reage com a água para produzir hidróxido de estrôncio: SrO(s) + H2O(l) → Sr(OH)2(aq)
  - Óxido de bário reage com a água para produzir hidróxido de bário: BaO(aq) + H2O(l) → Ba(OH)2(aq)
  - Óxido de rádio reage com a água para produzir hidróxido de rádio: RaO(aq) + H2O(l) → Ra(OH)2(aq)
- Algum óxido no elemento do Grupo 13 é básico, ele reage com água para formar uma base:
  - Óxido de tálio (I) reage com água para produzir hidróxido de tálio (I): Tl2O(s) + H2O(l) → 2 TlOH(aq)
- Algum óxido no elemento do Grupo 15 é básico, ele reage com água para formar uma base:
  - Óxido de bismuto (III) reage com a água para produzir hidróxido de bismuto (III): Bi2O3(s) + 3 H2O(l) → 2 Bi(OH)3(aq)
- Em  reações de neutralização, os óxidos básicos reagem com um ácido para formar sal e água:
  - Óxido de magnésio reage com cloreto de hidrogênio (ácido) para produzir cloreto de magnésio (sal) e água: MgO + 2 HCl → MgCl2 + H2O
  - Óxido de sódio reage com cloreto de hidrogênio (ácido) para produzir cloreto de sódio (sal) e água: Na2O + 2HCl → 2NaCl + H2O
  - Hidróxido de sódio reage com cloreto de hidrogênio (ácido) para produzir cloreto de sódio (sal) e água: NaOH + HCl → NaCl + H2O

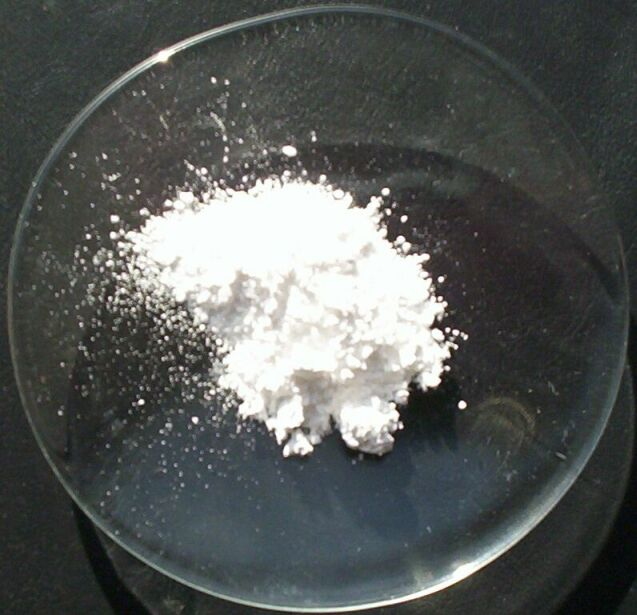
Óxido de magnésio
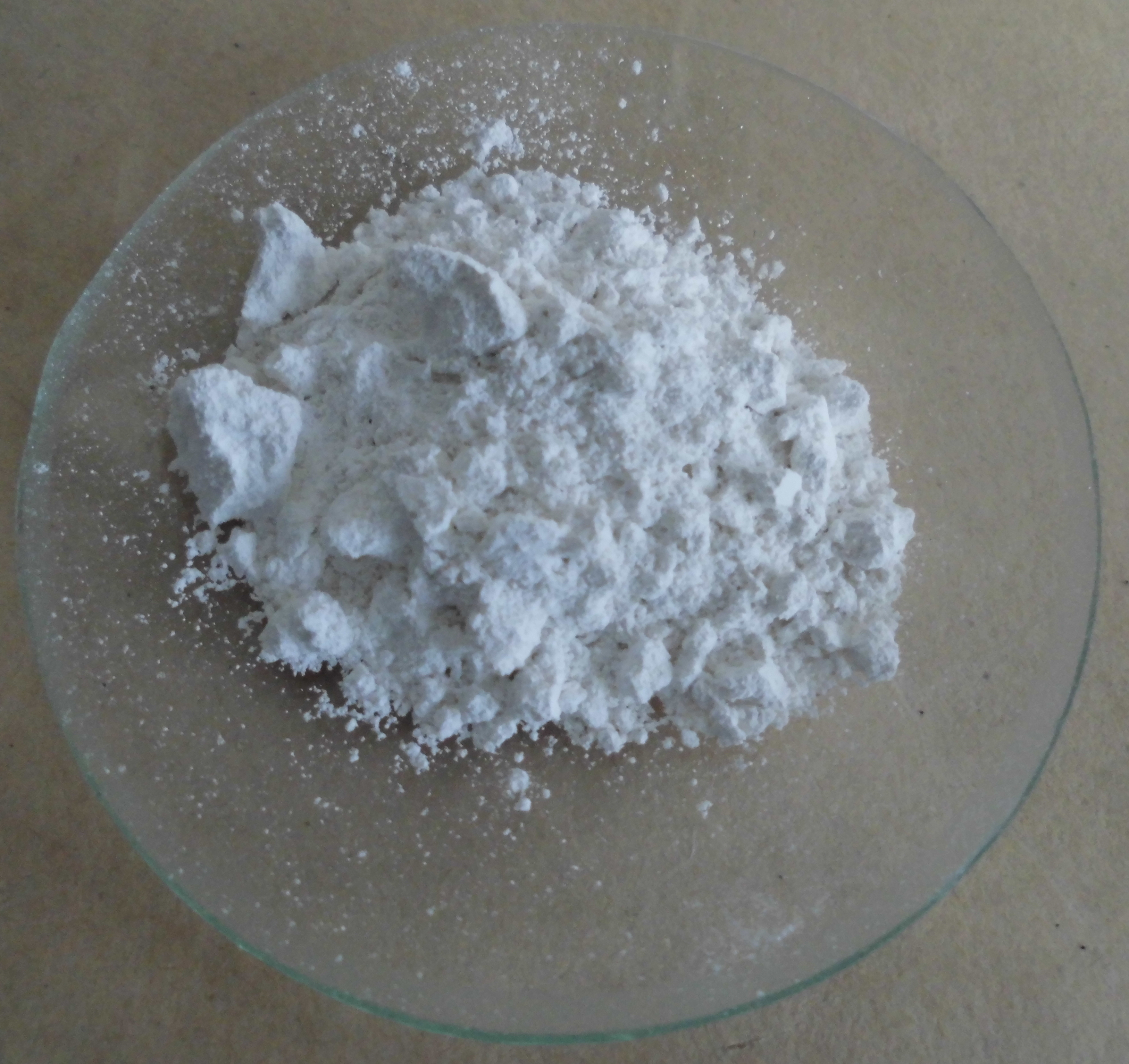
Óxido de cálcio
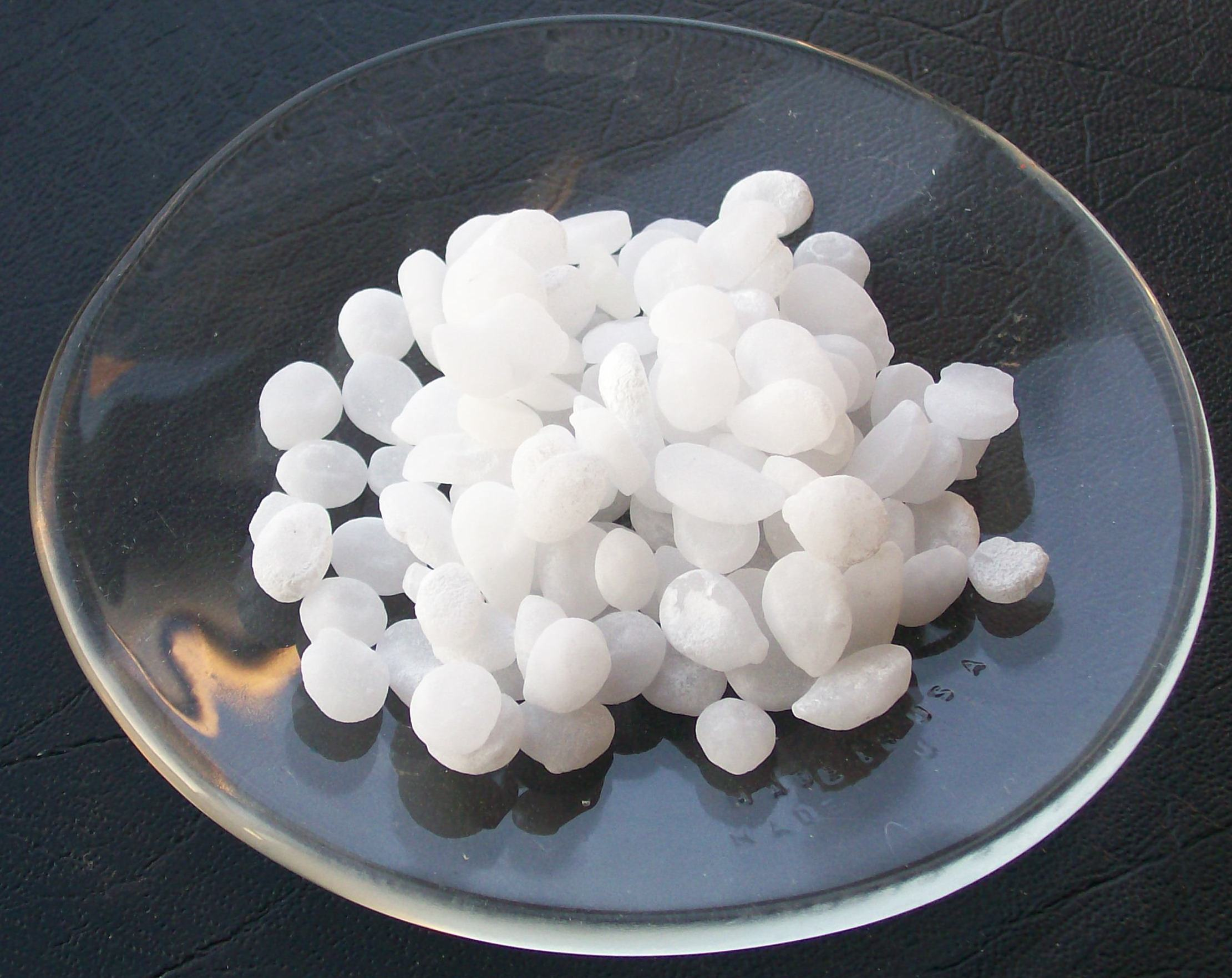
Óxido de sódio